# Gymnázium Aloise Jiráska
Gymnázium Aloise Jiráska je střední škola v Litomyšli a třinácté nejstarší gymnázium v Čechách. Vzniklo v roce 1640 jako piaristické, roku 1874 přešlo do správy státu. Jako pedagog zde působil mimo jiné Alois Jirásek, jehož jméno škola nese od roku 1990. Ve školním roce 2017/2018 mělo 335 žáků v osmiletém a čtyřletém studiu.
Piaristická škola sídlila od 18. století ve vlastní budově nedaleko zámku, kterou navrhl italský architekt Giovanni Battista Alliprandi. V roce 1923 získalo gymnázium novou budovu na protějším břehu řeky Loučné. Stavba dle projektu Antonína Ausobského byla vůbec první nově postavenou budovou střední školy v samostatném Československu. Obě budovy jsou kulturními památkami České republiky.

## Historie

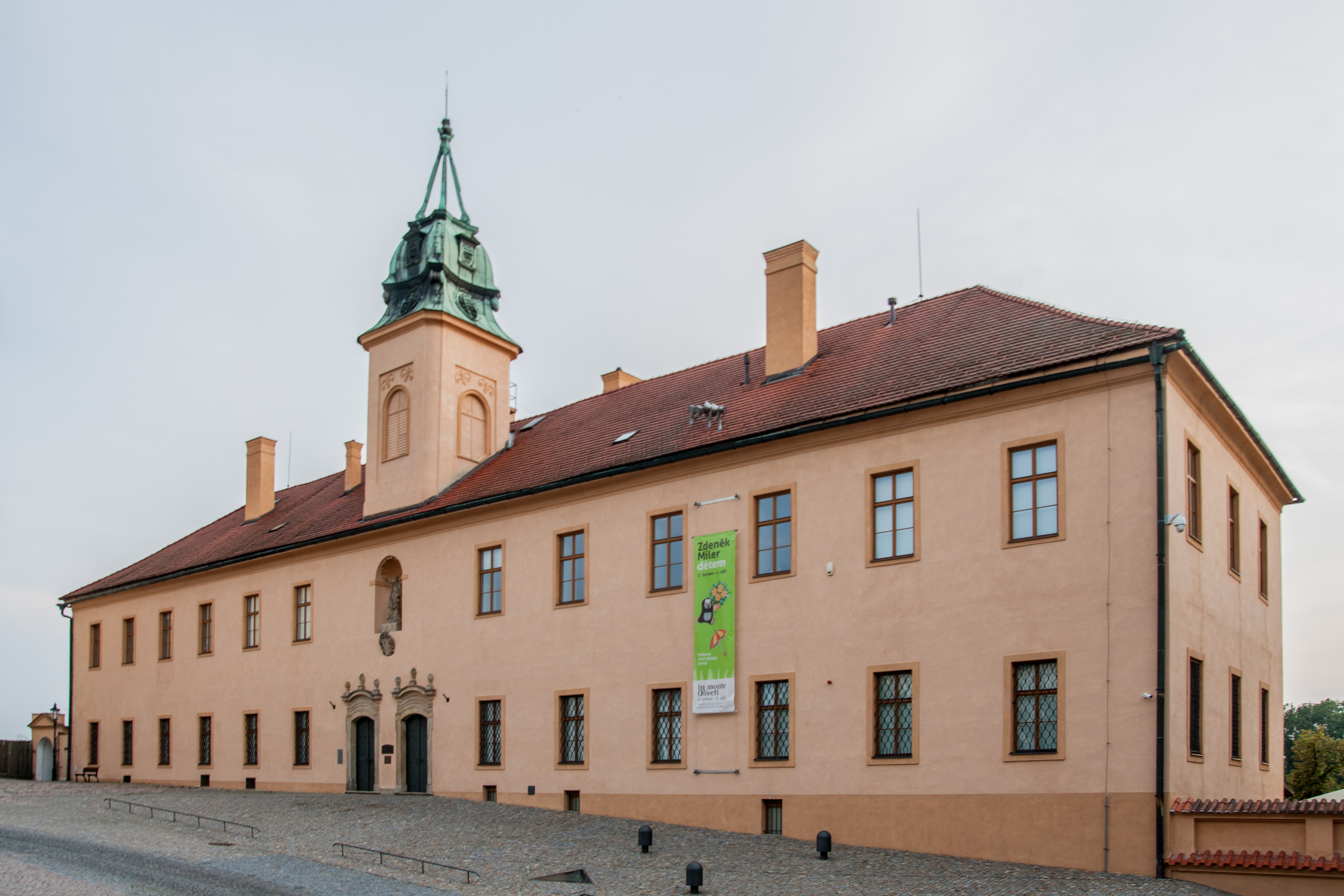
Původní budova gymnázia v Jiráskově ulici č. 9

Zakládací listinu piaristické koleje s gymnáziem podepsala 3. září 1640 majitelka litomyšlského panství Frebonie Eusebie z Pernštejna, vyučování začalo v listopadu 1644. V letech 1714–1719 získaly piaristické školy vlastní budovu na zámeckém návrší podle projektu Giovanni Battisty Alliprandiho. Průčelí budovy dominovala socha zakladatele piaristického řádu, svatého Josefa Kalasanského. Budova, kterou v následujícím století poničilo několik požárů a prošla celkovou přestavbou, je od roku 1958 chráněnou kulturní památkou a v současnosti je sídlem regionálního muzea.
Kromě gymnázia byla v roce 1733 v Litomyšli zřízena ještě samostatná filosofická studia určená studentům mířícím na studium teologie, medicíny či práva na vysokých školách. Filosofický ústav byl však trnem v oku jezuitům ovládajícím v té době pražskou univerzitu, neboť jeho fungování z jejich pohledu škodilo pražské artistické fakultě. V roce 1849 byla filosofie zrušena a dvě její třídy sloučeny s gymnáziem. To bylo v roce 1866 oficiálně prohlášeno za české, čeština se však ve výuce prosazovala již dříve.

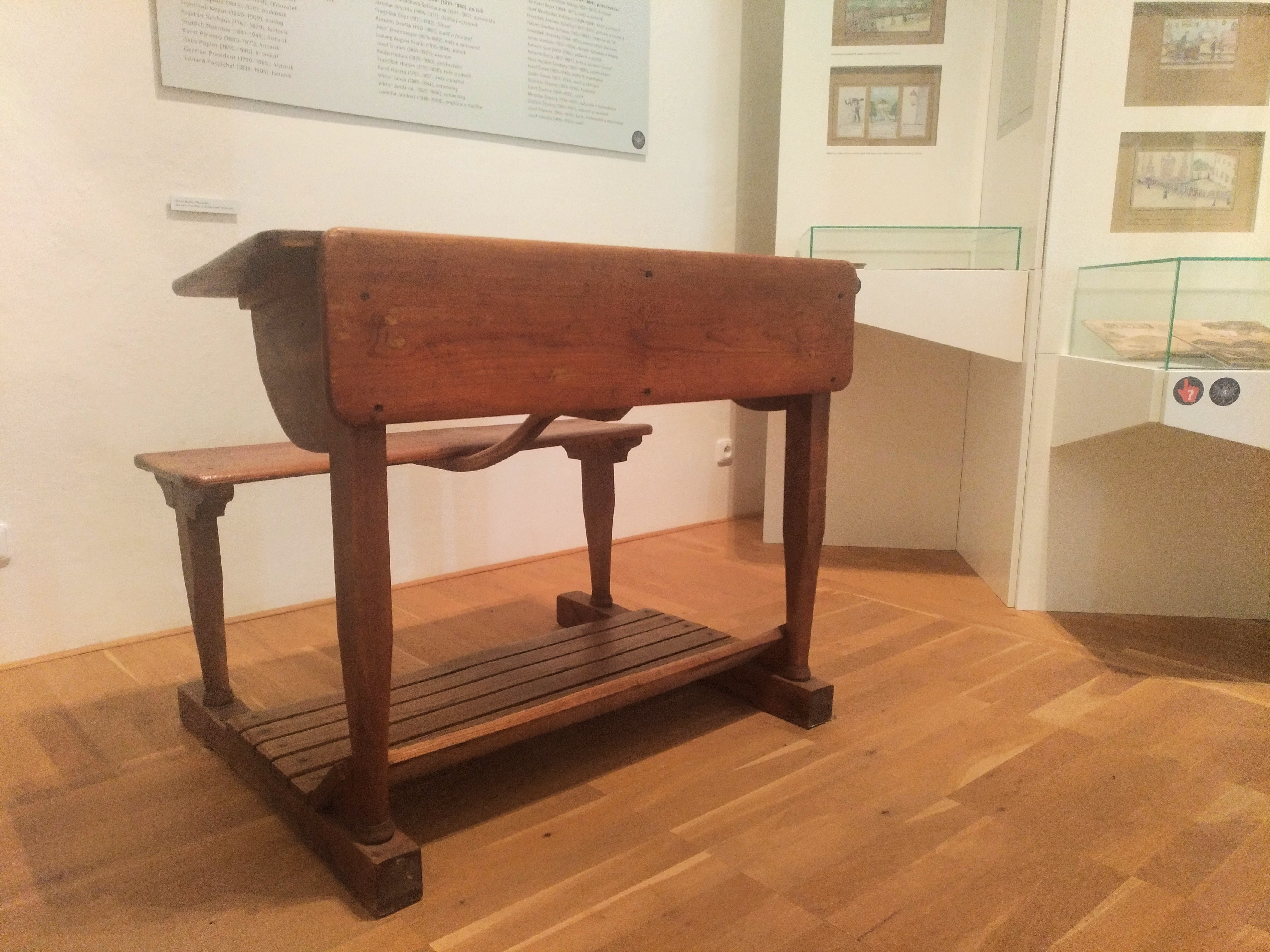
školní lavice v původní budově gymnázia a dnešním muzeu

Roku 1874 pak bylo piaristické gymnázium postátněno a jeho prvním ředitelem se stal Antonín Tille. O devět let později bylo navíc sloučeno s městskou střední reálkou. Ve školním roce 1908/1909 začala postupná transformace školy na osmitřídní reálné gymnázium, završena byla na počátku první světové války. Ta se na chodu školy s výjimkou branných cvičení příliš neodrazila, během války však musely být ze školní knihovny na příkaz úřadů odebrány Jiráskovy romány Temno a Husitský král.

### První republika a období protektorátu
Po vzniku Československé republiky studenti zřídili vlastní samosprávu a začali hlasitě promlouvat do fungování školy. V prosinci 1918 vyhlásili jednodenní stávku a sepsali petici za odvolání profesora Huga Devoreckého. Vytýkali mu nevhodné chování ke studentům a pedagogické metody. Skupina studentů osobně intervenovala u ministra školství, profesor Devorecký pak byl ministerským výnosem přeložen na gymnázium do Plzně. Zemská školní rada vedení gymnáziu vytkla, že studentské protesty (včetně bojkotování Devoreckého hodin) tolerovalo, a organizátorům byly posléze uděleny ředitelské důtky.
| „                                            | Žákovské správy bylo záhy zneužito. Studenti chtěli s profesory zasedati a rozhodovati i v úředních poradách, osobovali si volbu profesorů a právo je sesazovati. Příznačné pro horkost krve mládí je, že žáky záchvat mylně chápané samosprávy v krátké době přešel, jakmile běželo nejen o práva, nýbrž i povinnosti. | “ |
| — František Autrata, ředitel gymnázia (1928) | |   |

Od roku 1921 se profesorský sbor poprvé rozšířil o ženu – Františka Kühnová na gymnáziu vyučovala zpěv. Roku 1923 se škola přestěhovala do nově postavené budovy v Masarykově čtvrti. Její slavnostní otevření doprovázel koncert ve Smetanově domě a průvod, v jehož čele studenti nesli bochník chleba jako připomínku chlebíčkové nadace Frebonie z Pernštejna. V témže roce se změnil i statut školy, která se stala reformním reálným gymnáziem – klasické gymnázium sídlilo v nedalekém Vysokém Mýtě, reálné gymnázium pak v Poličce.
V období protektorátu a druhé světové války byla posílena výuka němčiny, zrušen dějepis a upraveny osnovy humanitních předmětů. Následkem mnichovské dohody a odtržení Sudet z gymnázia odešlo 33 studentů a nastoupilo 55 nových. Žáci židovského původu byli v prosinci 1942 deportováni do Terezína. Ještě o rok dříve škola přišla o svou budovu, kde byla ubytována německá vojenská posádka a zřízena vojenská škola. Gymnázium pak fungovalo v prostorách někdejší městské reálky, po jejím zabrání v září 1944 sdílela budovu s průmyslovou školou a v dubnu 1945 přišla i o tyto prostory. Ve školním roce 1944/1945 byli studenti namísto pravidelné výuky svoláváni jen k příležitostným konzultacím a plnili domácí úkoly, studium navíc komplikovalo i nucené nasazení pedagogů a studentů. V dubnu 1945 byla v Mauthausenu popravena studentka gymnázia Marie Sedláčková, aktivní členka protifašistického odboje.

### Poválečné dějiny
Školní řád gymnázia vedl studenty pod hrozbou vyloučení k politické zdrženlivosti. Žáci však nelibě nesli například zavedení tykání ve škole, aktivní propagaci Československého svazu mládeže ze strany některých učitelů a další projevy politických změn roku 1948. Žákovská samospráva odmítla 24. února podpořit hodinovou generální stávku vyhlášenou Ústřední radou odborů. Jelikož se jí účastnili vyučující, výuku v této hodině vedli studenti, kteří byli v daném předmětu nejlepší ze třídy.
V roce 1950 byl zatčen František Ambrož Stříteský, poslední rektor piaristické koleje, který na gymnáziu vyučoval náboženství a ruštinu. V inscenovaném procesu byly následně odsouzeny i dvě desítky litomyšlských studentů za rozvracení lidově demokratického zřízení. Byli mezi nimi i právě gymnazisté, kteří odmítli podpořit generální stávku. Rozsudek poslal 24 odsouzených do vězení celkem na 220 let, studenti byli navíc vyloučeni ze všech škol třetího stupně v Československu.
Komunistický režim mezi roky 1948 a 1989 několikrát změnil koncepci školství, což se odráželo i na fungování gymnázia. Zákon o základní úpravě jednotného školství zkrátil osmileté studium na pětileté a později čtyřleté. Od roku 1953 v Litomyšli fungovala jedenáctiletá střední škola, což v praxi znamenalo zkrácení gymnázia o další rok. V polovině 50. let přibylo večerní studium pro pracující. Pro školní rok 1959/1960 se jedenáctiletá škola stala dvanáctiletou, která byla v následujícím roce rozdělena na základní devítiletou školu a střední všeobecně vzdělávací školu. Ty byly do roku 1968 organizačně dál spojené, následně bylo obnoveno čtyřleté gymnázium s volbou humanitního či přírodovědného zaměření. Osmileté studium bylo obnoveno až po sametové revoluci, od září 1990. V témže roce škola oslavila 350. výročí a přijala čestný název Gymnázium Aloise Jiráska.

## Osobnosti

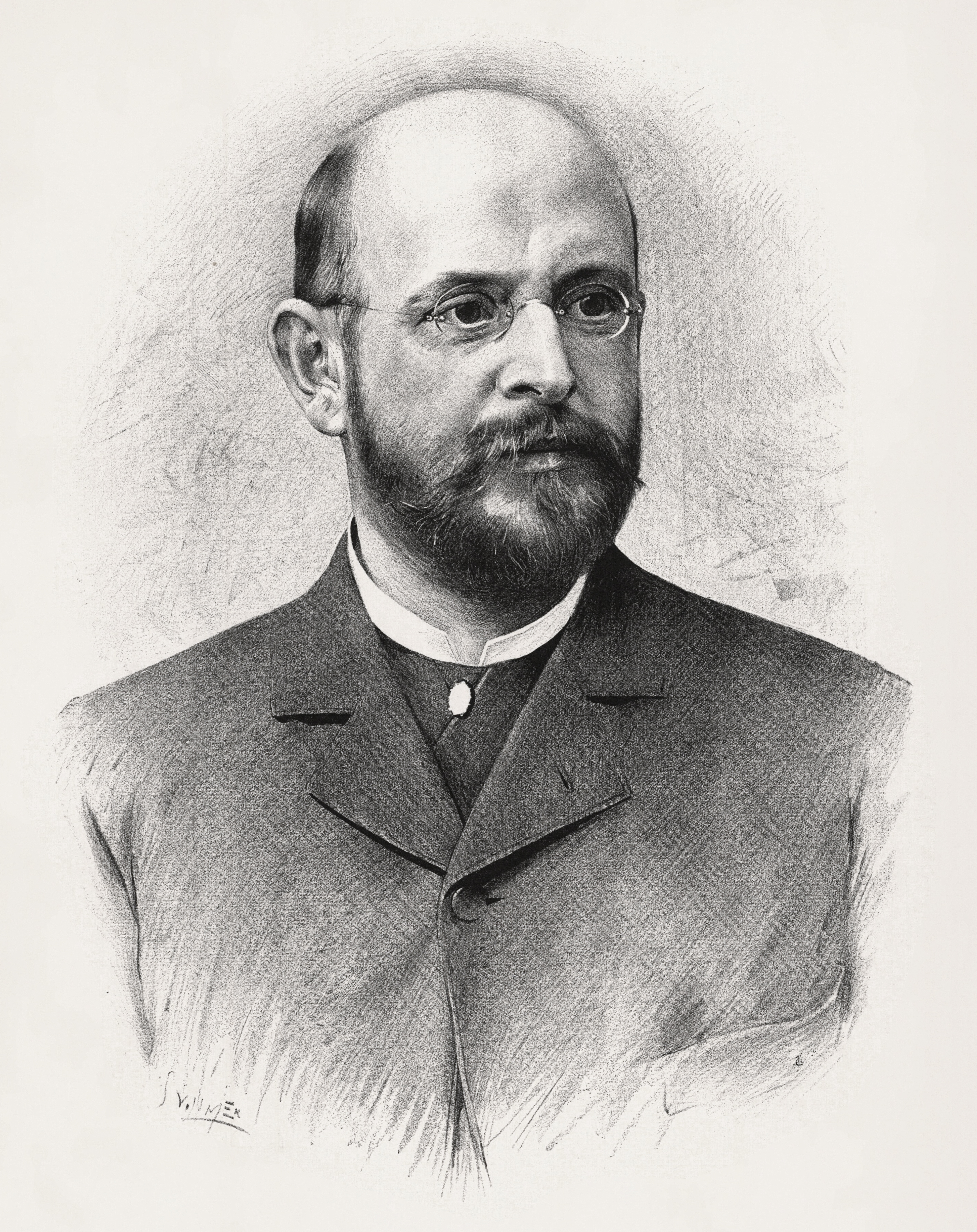
Alois Jirásek působil na gymnáziu v Litomyšli 14 let.

V letech 1806–1807 na gymnáziu vyučoval fyziolog Jan Evangelista Purkyně. Rovněž v první polovině 19. století ve škole působil malíř Antonín Dvořák, napřed jako student a později učitel kreslení. Od roku 1873 zde jako pedagog pracoval spisovatel Alois Vojtěch Šmilovský, profesor českého jazyka a přírodopisu. Později byl školním inspektorem pro Litomyšlsko a Poličsko. V Litomyšli napsal například díla Krupař Kleofáš, Za ranních červánků, Starohorský filozof či Nebesa. V říjnu 1834 na gymnázium nastoupil jako profesor dějepisu, českého jazyka a zeměpisu Alois Jirásek, který ve škole působil 14 let. Jeho novela Filosofská historie pojednává právě o studentském životě v Litomyšli.

### Významní absolventi
- Alois Vojtěch Šembera (1807–1882), jazykovědec a literární historik[21]
- František August Brauner (1810–1880), právník a politik[22]
- Josef Štěpánek (1842–1915), historik a spisovatel[21]
- Karel Zahradník (1848–1916), matematik a první rektor České vysoké školy technické v Brně[23]
- Josef Theurer (1862–1928), matematik a fyzik, rektor Vysoké školy báňské[24]
- František Klapálek (1863–1919), entomolog, první předseda České společnosti entomologické[25]
- Zdeněk Nejedlý (1878–1962), historik a komunistický politik, ministr školství[26]
- František Hoffmann (1920-2015), historik a archivář
- Josef Špak (1929–2016), biskup-patriarcha Církve československé husitské[27]
- Tomáš Havránek (ekonom) (1985–), profesor ekonomie na Univerzitě Karlově

## Budova
Výstavba nové budovy gymnázia se v Litomyšli chystala již na sklonku 19. století, kdy na jejích plánech pracoval Ferdinand Havlíček. Realizace byla ale dlouho odkládána, přistoupilo se k ní až po vzniku samostatného Československa. Projekt vypracoval profesor ČVUT Antonín Ausobský, samotnou výstavbu pak řídil Ferdinand Rudolf. Základní kámen byl v nově budované Masarykově čtvrti položen 24. dubna 1921, v týž den byla uložena i měděná schránka s pamětní listinou. Gymnázium se do nové budovy stěhovalo v srpnu 1923. Celkové náklady na stavbu činily 7,7 milionů korun a litomyšlské gymnázium se stalo první nově postavenou střední školou v Československu.
Trojkřídlá budova připomínající půdorysem písmeno H (ovšem nepravidelné, neboť jihozápadní křídlo je menší) byla vystavěna ve stylu geometrické moderny ovlivněné neoklasicismem. Stavbě dominuje předsazený trojboký rizalit se schodištěm a vstupním portálem neseným polosloupy v konvexně prohnutých zdech členěných pilastry. Nad vstupní částí budovy ční věž s krytým ochozem. Budova má sedlovou zvalbenou střechu, nad tělocvičnou v severozápadní části je střecha mansardová. Od 3. května 1958 je budova chráněná jako kulturní památka.

## Galerie

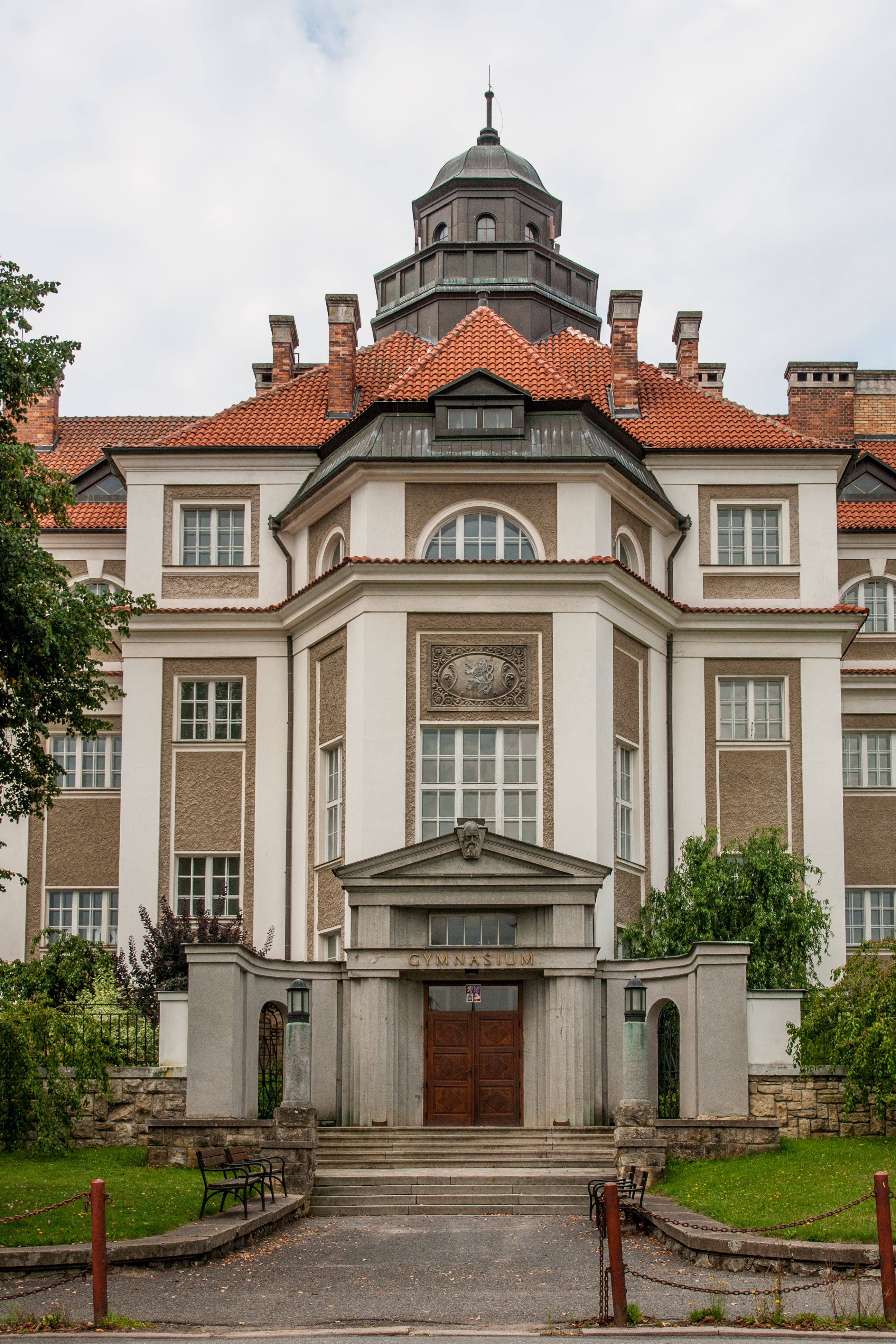
Hlavní budova gymnázia z přední strany
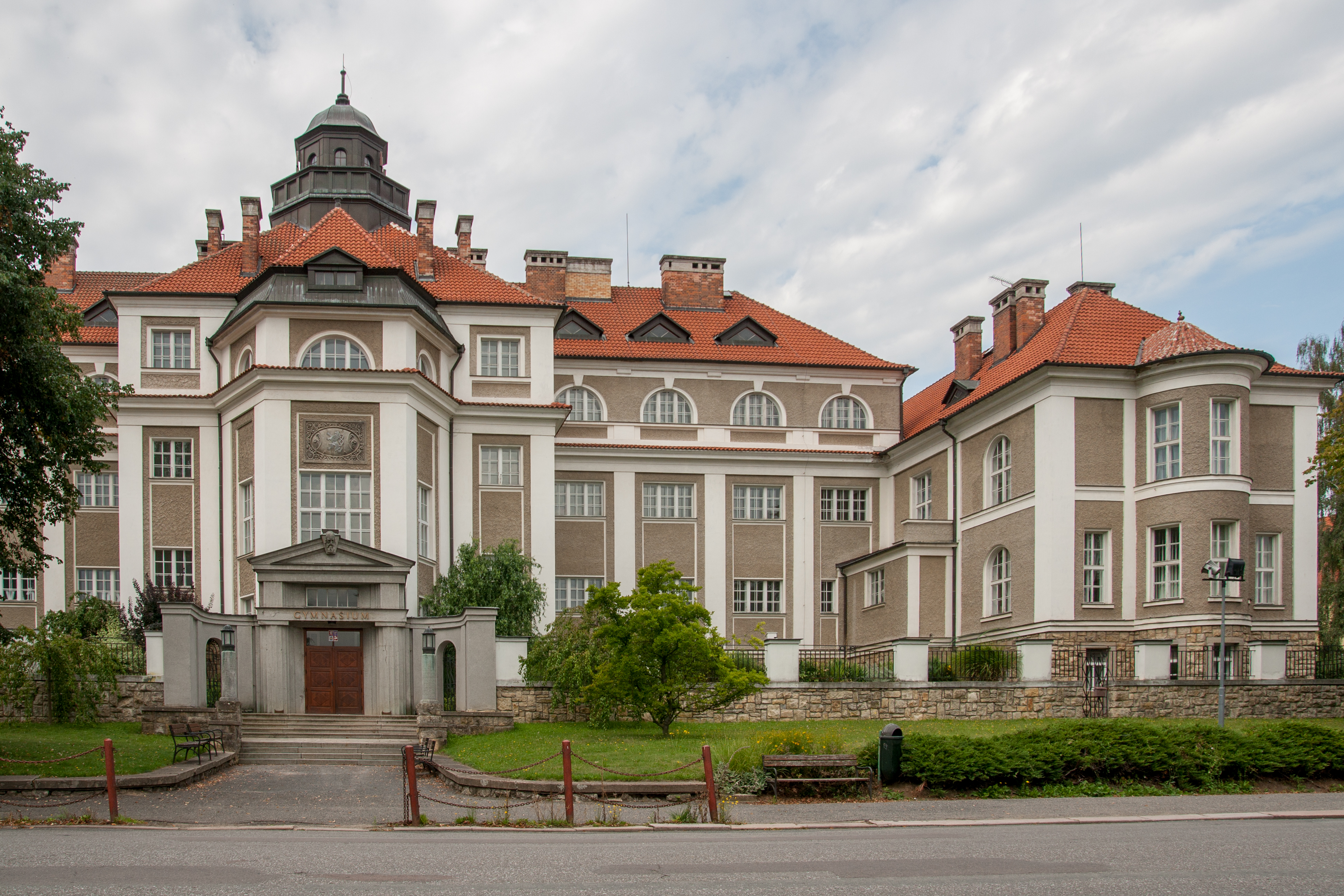
Pohled na severní křídlo budovy
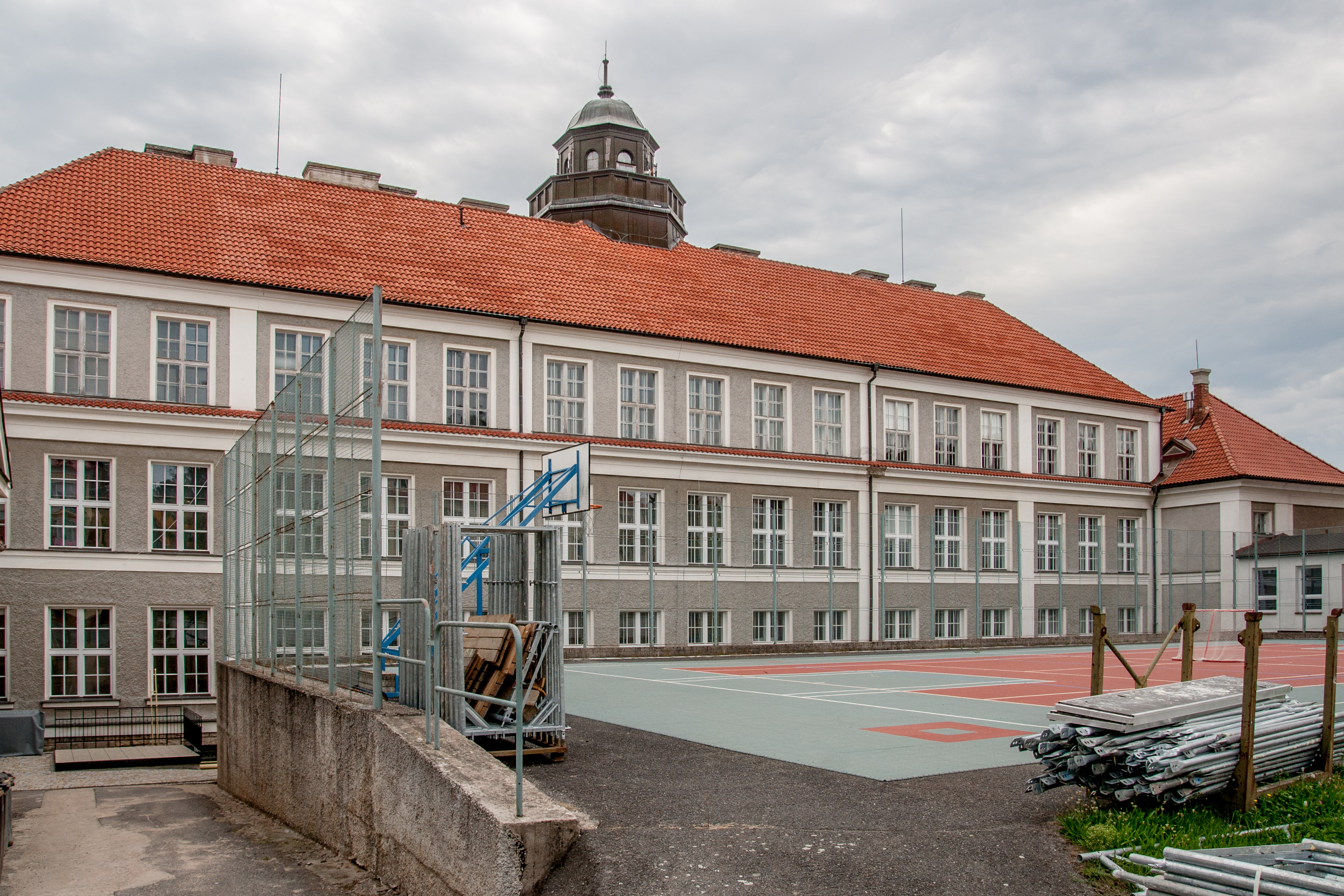
Zadní část budovy a sportovní areál
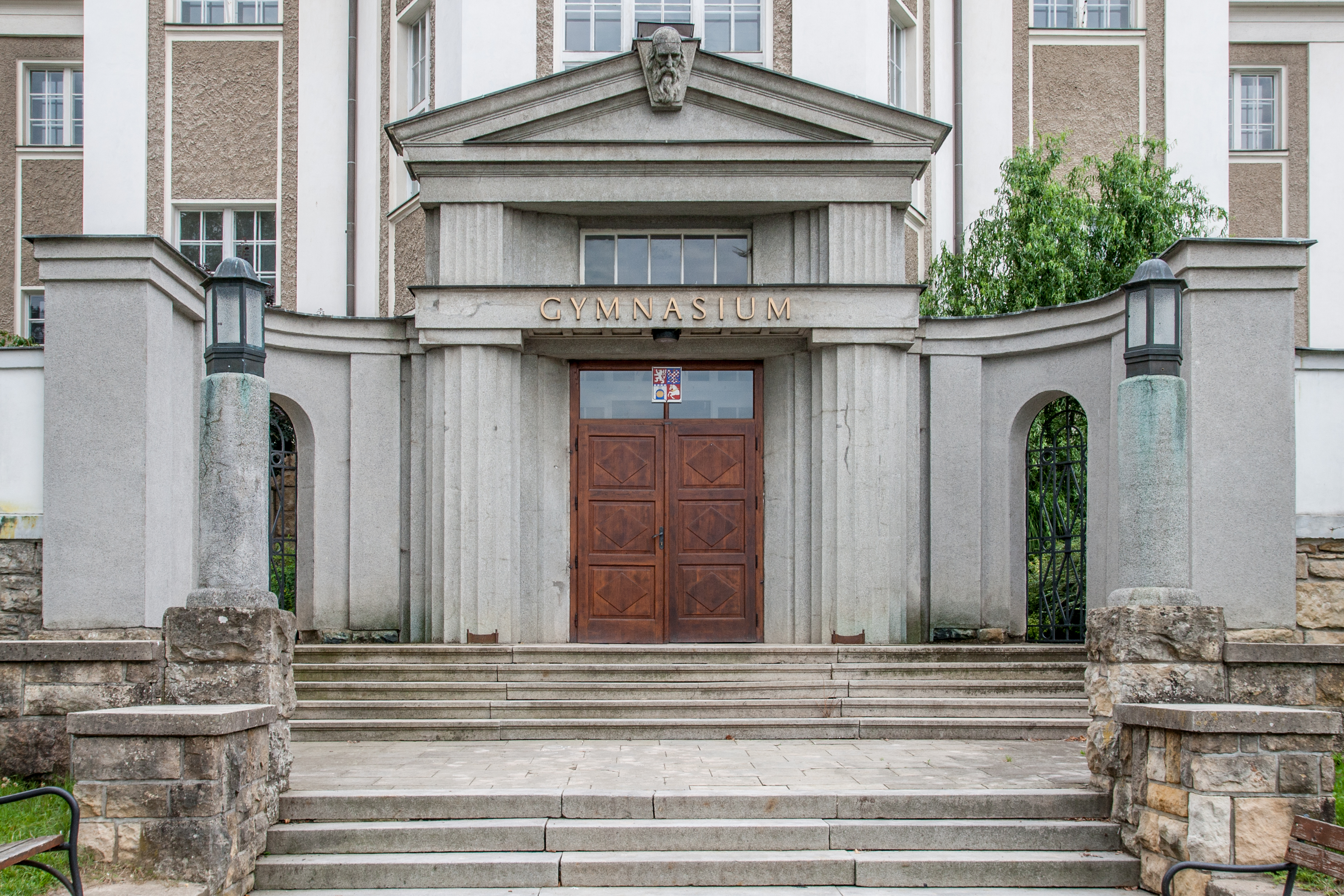
Průčelí před vchodem
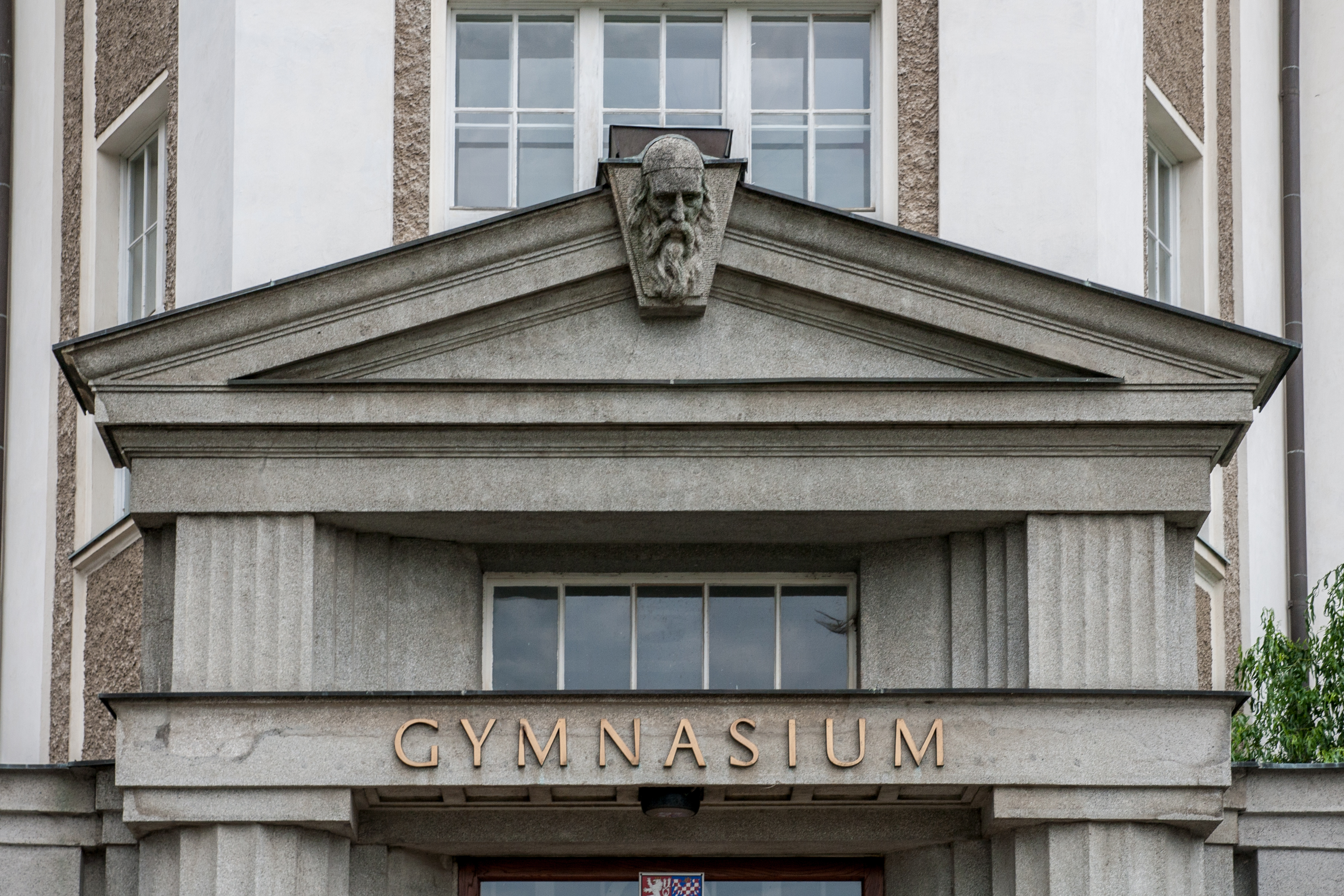
Busta Jana Amose Komenského na průčelí budovy
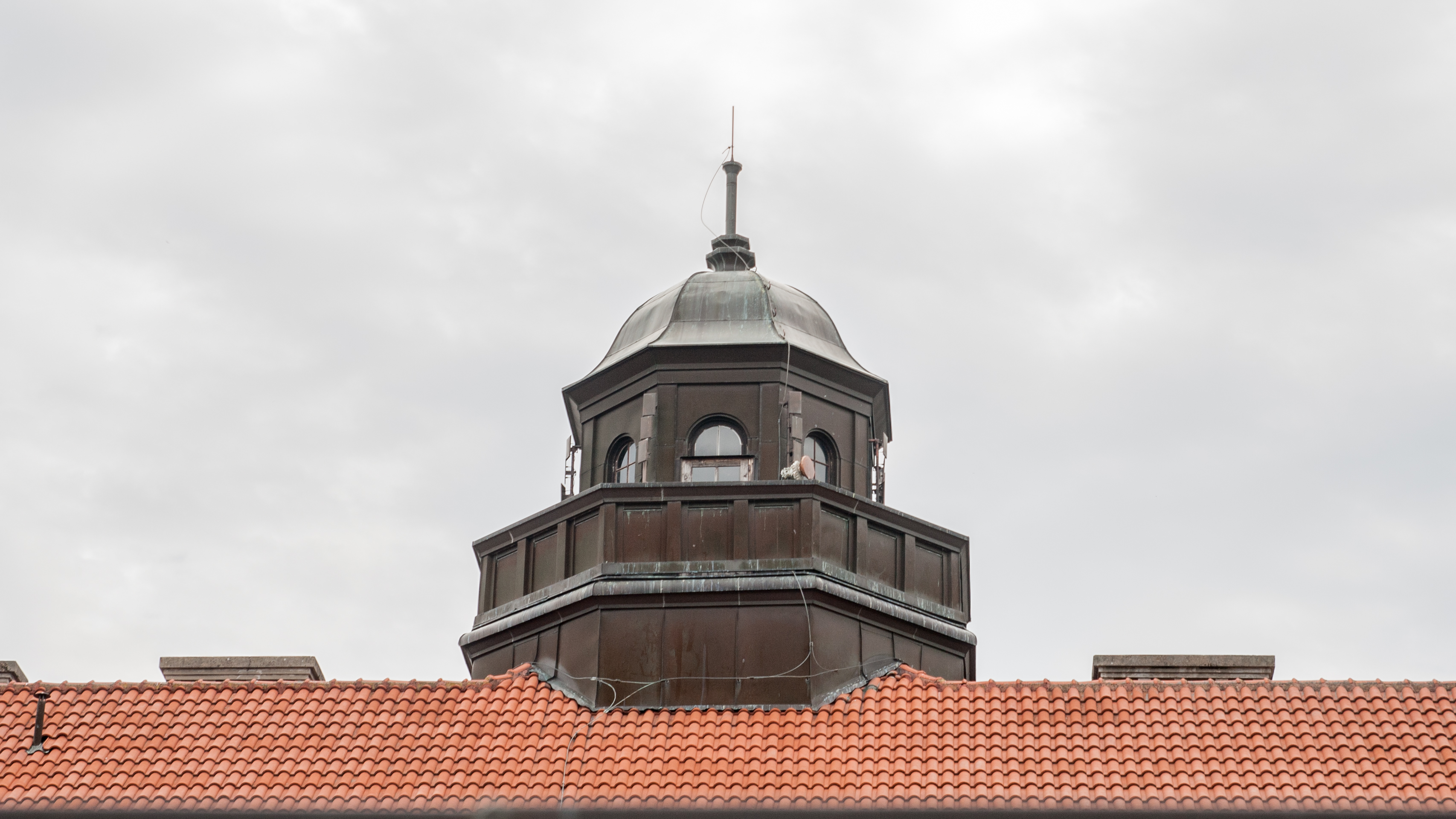
Detail věže